# Добротич
Добро́тич (болг. Добротич) — село у Варненській області Болгарії. Входить до складу общини Вилчий Дол.

## Населення
За даними перепису населення 2011 року у селі проживали 389 осіб.
Національний склад населення села:
| Національність   | Кількість осіб | Відсоток |
| ---------------- | -------------- | -------- |
| болгари          | 155            | 50,2%    |
| цигани           | 147            | 47,6%    |
| Всього відповіли | 309            |          |

Розподіл населення за віком у 2011 році:
Динаміка населення: